# Tsjildara
Tsjildara (Tadzjieks: Чилдара) is een dzjamoat (rurale gemeente) in de Tadzjiekse provincie Nohijahoi tobei dzjoemhoeri.
Het aantal inwoners bedraagt ongeveer 4500.
Het dorp ligt op een hoogte van ongeveer 1500 meter in bergachtig gebied in het Tavildara district. De bergrivier Obi Chingov, een zijrivier van de Vachsj, stroomt erlangs. De Vachsj mondt later weer in de Amu Darja uit. De vallei van de Obi Chingov, waarin het dorp ligt, heeft een lengte van 130 km. De hoofdstad van de regio, Tavildara, ligt vanaf Tsjildara ongeveer 20 km stroomopwaarts naar het zuidoosten. Het stadje Choemdon ligt ongeveer 20 km stroomafwaarts naar het noordwesten. Via de M41 is Tsjildara met beide plaatsen verbonden. Voorbij Choemdon is er aansluiting op de autoweg naar Doesjanbe. 